# 张干
张干（1884年—1967年1月21日），字次仑，号攸凰，湖南省长沙府新化县（今新邵县）人，毕业于湖南中路优级师范学校，中国近代教育家。

## 早年
1884年，张干出生在湖南省长沙府新化县（今新邵县），曾在湖南中路优级师范学校读书，毕业之后留在学校教书。
张干早年在北京国立美术专科学校、湖南省立第一中学、湖南省立长沙女子中学任教。

## 驱张运动
1915年，袁世凯的手下汤芗铭主政湖南，担任湖南布政使，督理湖南军务将军，要求湖南省立第一师范的学生写“论袁大总统英明之中日亲善政策”，遭到孔昭绶抵制，最后孔昭绶逃到上海，留学日本。:164-190
汤芗铭着令张干担任湖南省立第一师范的新校长，张干到任之后，实行高压政策，没收了号召举事的书籍，增加作业和考试次数，全校学生怨声载道。
不久之后，孙中山、黄兴在广州北伐，汤芗铭为了备战，不仅不给一师教育经费，而且下令一师每个学生收取10元用来买子弹、枪炮，名义上是“学杂费”，加上毛泽东的同窗易永畦咳血病逝，导致全校学生掀起了驱张运动，最后，张干辞职收场。
张干后来在湖南省立六中等教书。
1945年，张干在邵阳市省立六中担任校长，看到报纸上蒋中正发电报给毛泽东请毛泽东到重庆谈判。8月21日，张干发了电报给毛泽东：
延安，毛润之学弟勋鉴：抗日获胜，建国弥坚，万恳应诏赴渝，赞襄国政，幸勿固执，致失人望。

## 晚年
1949年，中华人民共和国建立，毛泽东令湖南省人民政府安排他担任参事、政协委员。
1950年10月15日，毛泽东、徐特立、谢觉哉、周世钊等在中南海丰泽园畅谈，毛泽东突然问周世钊，“我们的老校长张干先生还健在吗？”周世钊回答：“在，他一直在教师，现在在妙高峰中学教数学”毛泽东写了信给湖南省人民政府主席王首道，叫他给张干、罗元鲲、袁仲谦夫人给予救济，王首道随即给张干家送去了1200斤米和旧人民币50万元。
1951年9月26日，毛泽东、张干、罗元鲲、李漱清等一起游故宫、中南海，并且合影留念，回长沙的时候，毛泽东送了他150万旧人民币。
1963年，周世钊、张平化等湖南省高级干部探望张干，张平化带了毛泽东送给张干的2000元人民币。
1967年1月21日，张干在长沙市因病去世。

## 评价
毛泽东：“张干先生办事果断，很有魄力，是个很有才干的人，才三十几岁就当了我们的校长，不简单啊！当时，我很不喜欢他，认定他这样的人一定会向上爬。实际上，他当时要爬上去也是很容易的。可是，他并没有爬上去，没有进入仕途。新中国成立前他吃粉笔灰，新中国成立后还吃粉笔灰，难能可贵，难能可贵！当时赶走他没多大必要，多读半年书有什么不好？”